# Eduardo Ponce Vivanco
José Eduardo Ponce Vivanco (Arequipa, 8 de marzo de 1943) es un abogado, diplomático y político peruano. Fue viceministro de Relaciones Exteriores durante el gobierno de Alberto Fujimori.

## Biografía
Hijo de José Eduardo Ponce Mendoza y de Maria Laura Vivanco Manrique. Descendiente de José Pablo y el expresidente Manuel Ignacio de Vivanco Iturralde.
Ingresó a la Pontificia Universidad Católica del Perú, en la cual estudió Derecho y se graduó como Bachiller en Derecho y Ciencias Políticas.
Es Licenciado en Diplomacia y Relaciones internacionales de la Academia Diplomática del Perú y estudió en el Instituto Universitario de Altos Estudios Internacionales de Ginebra(1982-1984).

## Carrera diplomática
Ingresó al Servicio Diplomático y fue nombrado Tercer Secretario en la Dirección de Organismos y Conferencias Internacionales del Ministerio de Relaciones Exteriores (1968-1969).
Posteriormente fue designado:
Tercer y Segundo Secretario de la Embajada del Perú en Japón (1969-1972) y Primer Secretario en la Embajada del Perú en Ecuador hasta 1975.
Asistente del Asesor Jurídico del Ministerio de Relaciones Exteriores en 1976 y Jefe del Departamento Ecuador, Colombia y Venezuela de la Dirección General de Asuntos Políticos hasta 1979.
Representante Permanente Alterno del Perú ante los organismos de las Naciones Unidas con sede en Ginebra. Presidió el Comité de Productos Básicos de la UNCTAD (1983).
Ministro de la Embajada del Perú en Gran Bretaña y Representante del Perú ante los Organismos de Productos Básicos con sede en Londres (1984).
Director de Soberanía Territorial del Ministerio de Relaciones Exteriores (1985).
Subsecretario General Adjunto de Asuntos Políticos (1986-1988).
Embajador, Representante Permanente del Perú ante la Asociación Latinoamericana de Integración (ALADI) con sede en Montevideo (1988-1990).
Embajador del Perú en Ecuador(1990-1994).
Viceministro de Política Internacional y Secretario General de Relaciones Exteriores (1994-1995).
Embajador del Perú en el Reino Unido (1996-1999).
Embajador del Perú en Brasil (1999-2001).
Representante Permanente del Perú ante los Organismos Internacionales con sede en Ginebra (2006-2009).
Rector de la Academia Diplomática del Perú (2010).
Los mayores logros de su trayectoria están relacionados con sus últimos cargos. Como Embajador en Ecuador gestionó la publicación de una sorprendente Encuesta de la consultora de opinión “Informe Confidencial” demostrando que una mayoría de ecuatorianos apoyaría una solución del problema territorial que Ecuador planteaba al Perú sobre la demarcación total de la frontera. Ecuador sostenía que la demarcación acordada en 1942 era inejecutable por la inexistencia de una de sus referencias cartográficas. La posición favorable a la demarcación demostrada por la encuesta facilitó que el país aceptara la definición de los Estados Garantes del Protocolo de Río de Janeiro que ratificó su plena validez (Laudo Arbitral del experto brasileño Braz Diaz de Aguiar).

### Viceministro de Relaciones Exteriores
En 1994, asumió como viceministro de Política Internacional y Secretario General de Relaciones Exteriores bajo la gestión del entonces ministro Efraín Goldenberg en el gobierno de Alberto Fujimori.
Como Vicecanciller del Perú, asumió el manejo diplomático de la Guerra del Cenepa (1995) y negoció la Declaración de Paz de Itamaraty, acuerdo en el que tanto Ecuador como los Garantes del Protocolo se comprometieron en un proceso que culminó en la demarcación de la frontera pactada en el tratado de 1942, en la ejecución de un plan binacional de desarrollo en las zonas fronterizas y en consolidar una paz permanente entre los dos países (1998).
Como Embajador en Gran Bretaña, organizó la primera visita oficial de un jefe de Estado del Perú al Reino Unido cuando el entonces presidenteAlberto Fujimori viajó a Londres invitado por la Reina Isabel (7 de julio de 1998). Fue la culminación de importantes esfuerzos para promover las inversiones británicas en Perú y promover la relación económica bilateral.
Como Embajador en Brasil participó en la organización de la primera Reunión de Presidentes de América del Sur (Brasilia, 31 de agosto de 2000) y negoció la importante Declaración que la Cumbre emitió por el lanzamiento de la IIRSA (Iniciativa para la Integración Regional Suramericana) (1 de septiembre de 2000).

## Reconocimientos

#### Perú
- Orden El Sol del Perú, Comendador (1979)
- Orden El Sol del Perú, Gran Cruz (1995)
- Orden al Mérito por Servicios Distinguidos, Comendador (1979)
- Orden al Mérito por Servicios Distinguidos, Gran Cruz (1999)
- Cruz Peruana al Mérito Naval, Gran Oficial (1990)
- Defensor Calificado de la Patria, Benemérita Sociedad Fundadores de la Independencia, Vencedores del 2 de mayo, y Defensores Calificados de la Patria (1995)

#### Brasil
- Orden de Rio Branco, Gran Oficial (1977)
- Orden de Rio Branco, Gran Cruz (2001)
- Orden de Cruzeiro do Sul, Gran Cruz (2001)

#### Argentina
- Orden de Mayo al Mérito, Gran Cruz (1998)

#### Bolivia
- Orden al Mérito Civil Libertador Simón Bolívar de Bolivia, Gran Cruz (1995)
- Orden Cóndor de los Andes, Gran Cruz (1995)

#### Chile
- Orden de Bernardo O´Higgins, Gran Cruz (2017)

#### Japón
- Orden Del Tesoro Sagrado del Japón, Oficial (1972)

## Idiomas
Español (de origen), Inglés, Francés, Portugués